# Waltembourg
Waltembourg é uma comuna francesa na região administrativa de Grande Leste, no departamento de Mosela. Estende-se por uma área de 1,4 km². Em 2010 a comuna tinha 251 habitantes (densidade: 179,3 hab./km²).